# یواس‌اس کی آی لاکنبچ (آی‌دی-۲۲۹۱)
یواس‌اس کی آی لاکنبچ (آی‌دی-۲۲۹۱) (به انگلیسی: USS K. I. Luckenbach (ID-2291)) یک کشتی بود که طول آن ۴۶۸ فوت ۳ اینچ (۱۴۲٫۷۲ متر) بود. این کشتی در سال ۱۹۱۷ ساخته شد.